# Перевыпас
Перевыпас — чрезмерный выпас домашнего скота в количествах, превышающих реальный уровень биологической кормности данной местности. К отрицательным последствиям перевыпаса относятся опустынивание, эрозия почвы, обезлесение, деградация богатства растительного и животного мира, снижение продуктивности самого скота и, в конечном счете, снижение уровня продовольственной безопасности самого человека.

## Описание
Перевыпас особенно вредит природной среде традиционно маловодных регионов, к которым относятся Крым, Средиземноморье, зона Сахеля, ЮАР, Австралия, страны Средней Азии, Казахстан, в особенности его густонаселённые южные предгорья. Ещё больше его усугубляет то что традиционные сообщества, проживающие в условиях засушливого климата, отдают предпочтение потребляющим меньше воды овцам и козам, копыта которых оказывают наиболее разрушительное воздействие на почву.
Французский зоолог и эколог Ж. Дорст в 1968 указал на то что именно козы стали причиной гибели многих некогда плодородных земель в странах Средиземноморья и Латинской Америке. Дело в том что при недостатке корма крайне неприхотливая коза не просто состригает траву, а выдирает её с корнем, не оставляя пастбищу надежды на восстановление. При недостатке трав козы активно переходят на кору, листья, почки и ветки. Хорошей профилактикой перевыпаса являются ротация пастбищ, а также истребление преимущественно оседлых инвазивных видов (кролики в Австралии, северные олени на Аляске) там где их появление ведет к истощению ресурсов и конкуренции с местными кочевыми видами.

## Примеры перевыпаса

### Крым
Из-за постоянной угрозы перевыпаса Крымский облисполком в 1961 году постановил запретить выпас скота на яйлах (вершинной поверхности) Крымских гор.

### Средняя Азия и Казахстан
Тугайные леса региона страдают потому что в результате перевыпаса выедается и выбивается подлесок. Наступает пастбищная дигрессия. Видовой состав традиционных пастбищ обедняется и его со временем полностью заполняют заросли малопригодных или же ядовитых трав, таких как брунец, горчак ползучий, паслёны, гультемия и другие. Устойчивое развитие и планирование являются залогом к успеху профилaктики перевыпаса. Не последнюю роль в этом процессе играет контроль над ростом численности населения.
В предгорном Тянь-Шане и на Кавказе в результате демографического взрыва в XX веке большинство некогда изолированных сел слились в единое поселение, тянущееся на десятки и сотни километров вдоль основных трасс. Скот, содержащийся в этих селах за несколько десятилетий перевыпаса истощил окружающие биотопы.

### Средиземноморье
На родине античной цивилизации последствия систематического перевыпаса наиболее заметны. Так, наукой установлено что многолетний интенсивный выпас лошадей в целинной степи снижает накопленные запасы гумуса в почве на 20 %.

### Африка и зона Сахеля
Современные темпы механического повреждения в виде сноса верхних слоёв с участков, имеющих незначительную пастбищную нагрузку колеблются от 0,5 до 1,4 т/га в год. Однако в 20—40 км к югу от Найроби (Кения) и в ряде других мест из-за перевыпаса поверхностный снос почвы со склонов участков резко увеличивается до 180 т/га в год. В Танзании полупустынные пастбища ежегодно теряют в результате разных видов эрозии верхний слой почвы мощностью в среднем 1 см в год.